# Émile Bastien-Lepage

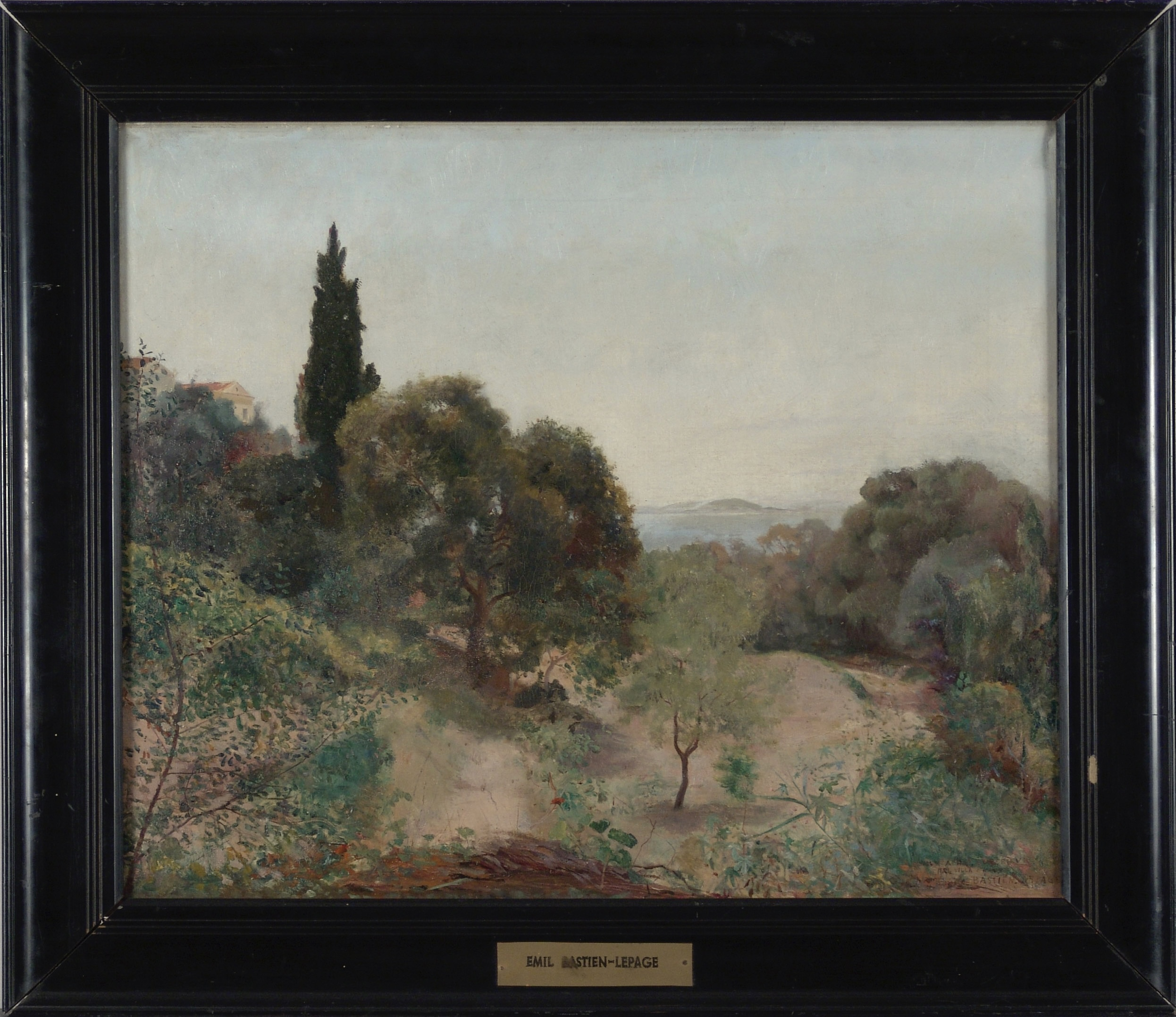
Paisagem (Villa Chauve) por Émile Bastien-Lepage, 1884

Émile Bastien-Lepage (Damvillers, 20 de janeiro de 1854 - Neuilly-sur-Seine, 19 de janeiro de 1938) foi um pintor e arquiteto francês, irmão mais novo de Jules Bastien-Lepage. Seus trabalhos incluem After the War, The Darling of the Meadow e Near Damvillers.
Nascido em Damvillers, Claude Bastien e Adèle Lepage, ele estudou com Jules, que também pintou seu retrato em 1879, uma obra agora no Musée d'Orsay.  Foi membro da Société des Artistes Français e expôs em seu salão em 1884 e 1889. Ele também foi membro da Société Nationale des Beaux-Arts e expôs em seu salão. Em 1889, ele também desenhou um plinto (pedestal de estátua) para a estátua de Jules Roduste, de Auguste Rodin.
Émile morreu em Neuilly-sur-Seine, em 19 de janeiro de 1938.